# إبراهيم أبو الخشب
إبراهيم علي أبو الخشب ويشتهر إبراهيم أبو الخشب (مواليد 1905 في محلة بشر، مركز شبراخيت، محافظة البحيرة، مصر، توفي 2 مارس 2000 في القاهرة، مصر) هو كاتب أزهري مصري راحل.

## دراسته
تلقى تعليما تقليديا بأن حفظ القرآن الكريم في الكُتّاب، ودرس في معهد الإسكندرية الديني، ثم انتظم في الأزهر حتى كان من أوائل خريجي كلية اللغة العربية، وتخرج منها في أولى دفعاتها، ونال درجة التخصص في البلاغة. حصل على الدكتوراه في علوم الأدب والبلاغة من كلية اللغة العربية بالأزهر.

## حياته المهنية
درّس في المعاهد الأزهرية، كما مارس الإمامة والخطابة في وزارة الأوقاف، وذلك قبل أن يعمل أستاذا في كلية الدراسات الإسلامية والعربية للبنين. وقد عمل في معاهد القاهرة وطنطا وسوهاج، كما أعير إلى ليبيا والأردن والعراق.
ألف في التفسير والفلسفة والأدب والتاريخ.

## مؤلفاته
- "هواتف اسلامية"، دار الفكر الحديث، 1952[5]
- "الإسلام المظلوم"، دار الفكر الحديث، 1958[6][7]
- "الادب والبلاغة"، مطبعة المعرفة، 1959[8]
- "بحوث في الأدب الجاهلي"، مطبعة لجنة البيان العربي، 1961[9]
- "تاريخ الأدب العربي في الأندلس"، دار الفكر العربي، 1966[10][11]
- "تاريخ الادب العربي في العصر العباسي الأول"، دار الفكر العربي، 1966[12]
- "بغية المستفيد: من العروض الجديد"، دار الفكر الحديث للطبع والنشر، 1970[13]
- "من فيض الرسالة"، الهيئة العامة لشؤون المطابع الاميرية، 1973[14][15]
- "البحث عن الدين"، مكتبة الانجلو المصرية، 1977[16]
- "الأدب الأموي"، الهيئة المصرية العامة للكتاب، 1977[17]
- "تجديد الفكر الإسلامي: بعض رجال الفكر الإسلامي"، مكتبة الانجلو المصرية، 1983[18]
- "تاريخ الأدب العربي في العصر الحاضر"، الهيئة المصرية العامة للكتاب، 1984[19][20]
- "في محيط النقد الأدبي"، الهيئة المصرية العامة للكتاب، 1985[21][22]
- "تجديد الفكر الإسلامي"، دار الصحوة، 1986[23][24]
- "في المحيط الإسلامي"، المؤسسة العربية الحديثة للطبع والنشر والتوزيع، 1988[25]
- "الرسول في نشأته ودعوته"، المؤسسة العربية الحديثة للطبع والنشر والتوزيع، 1988[26][27]
- "من فيض القرآن"، المؤسسة العربية الحديثة للطبع والنشر والتوزيع، 1988[28]
- "موسى. واليهود"، المؤسسة العربية الحديثة للطبع والنشر والتوزيع، 1988[29]
- "يا رسول الله"، الهيئة المصرية العامة للكتاب، 1991[30]
- "تاريخ الأدب العربي، جزء 2"، 1993[31]
- "كلمات مضيئة"، 1998[32][33]
- "تاريخ الأدب العربي في العصر العباسي الثاني"، دار الفكر العربي، 1998[34][35]
- "القرآن وشيجة المسلمين"، دار الفكر العربي، 1998[36]
- "الأسرة الأولى: آدم وحواء"، مكتبة الأنجلو المصرية[37]
- "محنة اللغة العربية"، مكتبة الأنجلو المصرية[38][39]
- "أبو بكر "، مكتبة الأنجلو المصرية[40]
- "القرآن الكريم: دراسة"، دار الفكر العربي[41]
- "القران وشيجة المسلمين"، دار الفكر العربي[42]
- "عجالة عن الأدب العربي في الأندلس والعصر الحاضر"

## وفاته
توفي رحمه الله يوم الخميس 25 ذو القعدة 1420 هـ الموافق 2 مارس 2000م.